# Liste von Talsperren der Welt
In dieser Liste sollen alle größeren bzw. bedeutenden Talsperren der Erde länderweise und alphabetisch sortiert aufgeführt werden. Wenn bezüglich ihrer Auflistung deren Anzahl für ein Land zu groß wird, kann die Liste für dieses Land ausgegliedert werden, wie zum Beispiel für Deutschland und die Schweiz bereits geschehen.

## Afghanistan
- Kajakai-Talsperre
- Band-e-Sultan-Talsperre

## Ägypten
- Assuan-Staudamm (Nassersee)
- Naga-Hammadi-Staustufe
- Sadd-el-Kafara

## Äthiopien
- Angereb Reservoir
- Fincha-Kraftwerk
- Gilgel Gibe III
- Grand-Ethiopian-Renaissance-Talsperre
- Koka-Stausee
- Tana Beles
- Tekeze
- Tis-Abay-Kraftwerke

## Albanien
- Bovilla-See (Liqeni i Bovillës)
- Staudamm von Fierza (Liqeni i Fierzës)
- Koman-Stausee (Liqeni i Komanit)
- Shkopet-Stausee (Liqeni i Shkopetit)
- Ulza-Stausee (Liqeni i Ulzës)
- Vau-Deja-Stausee (Liqeni i Vaut të Dejës)

## Algerien
- Beni-Badhel
- Beni Haroun
- Cheurfas
- Derdeur-Staudamm
- Djorf Torba
- El Habra
- Fergoug
- Gargar
- Ghrib
- Keddara
- Koudiat Acerdoune
- Meffrouch
- Oued Fodda
- Ponteba
- Tichy Haf

## Angola
- Cambambe
- Capanda

## Argentinien
- Alicurá-Talsperre
- Cerros Colorados
- Chapetón
- El Cajon
- El Chocón
- Frías-Talsperre
- Garabi-Roncador (mit Brasilien)
- Lago San Roque
- Pati
- Piedra del Águila
- Salto Grande (mit Uruguay)
- Yacyretá-Apipe (mit Paraguay)

## Armenien
- Artik-Staudamm

## Aserbaidschan
- Mingəçevir-Stausee
- Sarsang-Stausee

## Australien
- 75-Miles Dam
- Lake Barrington (Tasmanien)
- Briseis-Talsperre
- Cardinia Reservoir
- Dartmouth-Talsperre
- Dungowan Dam
- Gold Creek Dam
- Harvey Dam
- Lake Argyle
- Lake Gordon
- Greenvale Reservoir
- Lake Hume
- Lower Stony Creek Dam
- Maroon
- O’Shannassy Reservoir
- Silvan Reservoir
- Talbingo-Talsperre
- Thomson-Talsperre
- Upper Yarra Reservoir
- Victoria Dam
- Lake Wivenhoe

## Bangladesch
- Karnaphulistausee

## Belgien
- Wesertalsperre
- Gileppe-Talsperre
- Bütgenbacher Talsperre
- Robertviller Talsperre
- Lac de Warfaaz
- Barrage des Heures d'Eau
- Barrage de la Vierre

## Bolivien
- La Angostura
- Embalse Katiri
- Tacagua-Stausee

## Bosnien und Herzegowina
- Buško-Stausee (Buško jezero)
- Jablanica-Stausee
- Rama-Stausee
- Zvorniksee (mit Serbien)

## Brasilien
- Água-Vermelha-Stausee
- Balbina-Stausee
- Barra Grande
- Belo Monte
- Camara-Talsperre
- Campos-Novos-Talsperre
- Corumbá-Stausee
- Corumbá-Stausee III
- Corumbá-Stausee IV
- Emborcação-Stausee
- Furnas-Stausee
- Garabi-Roncador (mit Argentinien)
- Ilha-Solteira-Stausee
- Irapé-Talsperre
- Itá-Wasserkraftwerk
- Itaipú (mit Paraguay)
- Itaparica-Stausee
- Itumbiara-Stausee
- Jirau
- L’Oros
- Machadinho-Talsperre
- Paulo-Afonso-Wasserkraftkomplex
- Porto Primavera
- Santo Antonio
- Salto Caxias
- São-Simão-Stausee
- Serra da Mesa
- Sobradinho-Stausee
- Três-Marias-Stausee
- Tucuruí-Stausee
- Xingó

## Bulgarien
- Stausee Duschanzi
- Talsperre Iwajlowgrad
- Stausee Iwanowo
- Talsperre Kardschali
- Talsperre Studen kladenez
- Stausee Watscha
- Talsperre Zankow kamak

## Burkina Faso
- Ziga-Stausee

## Chile
- HidroAysén
- Mena-Stau
- Ralco-Talsperre

## Costa Rica
- Boruca
- El Diquís

## Ecuador
- Amaluza
- Ingapata
- Guayllabamba
- Paute-Mazar

## Elfenbeinküste
- Kossou
- Taabo

## Finnland
- Lokka-Stausee
- Porttipahta-Stausee

## Frankreich
- Barrage du Puy Terrier
- Barrage de la Touche Poupard
- Bimont-Talsperre
- Bouzey
- Chambon-Talsperre (Lac du Chambon)
- Reservoir de Charmes
- François-Zola-Talsperre
- Talsperre Génissiat
- Glanum-Staudamm
- Talsperre von Gréoux
- Barrage de Hautefage
- Staudamm La Lauch
- Grand-Maison
- Lac Blanc
- Lac de Foret de Orient
- Lac de la Liez
- Lac de Pareloup
- Lac de Saint Cassien
- Lac de Sainte-Croix
- Lac de Serre-Ponçon
- Réservoir de la Vingeanne
- Lac des Settons
- Lac du Der-Chantecoq
- Lac du Mont Cenis
- Lac Vieilles des Forges
- Malpasset
- Marèges-Talsperre
- Monteynard-Talsperre
- Montézic
- Petit-Saut-Staudamm
- Pont-du-Roi-Talsperre
- Reservoir von Saint-Ferréol (Bassin de Saint-Ferréol)
- Roselend-Talsperre
- Saint-Sernin-du-Bois
- Sainte-Croix-Staudamm
- Tignes-Talsperre (Lac de Tignes)
- Vouglans-Talsperre

## Georgien
- Enguri-Staumauer (Inguri)
- Chudoni-Talsperre

## Ghana
- Akosombo-Staudamm (Voltastausee)

## Griechenland
- Alyzeia-Sperre
- Evinos-Stausee (Techniti Limni Evinou) – Evinos
- Kastraki-Stausee (Techniti Limni Kastrakiou; Messochora-Stausee) – Acheloos
- Kremasta-Stausee (Techniti Limni Kremaston) – Acheloos
- Ladonas-Stausee (Techniti Limni Ladona) – Ladonas
- Limni-o-Pigon-Stausee (Techniti Limni O Pigon) – Aoos
- Marathon-See
- Mesochora-Stausee (Techniti Limni Mesochoras) – Acheloos
- Mornos-Stausee (Techniti Limni Mornou) – Mornos
- Pinios-Stausee (Techniti Limni Piniou) – Pinios auf dem Peloponnes
- Plastiras-Stausee (Techniti Limni Plastira) – Tavropos
- Polyfytos-Stausee (Techniti Limni Aliakmona; Aliakmonas-Stausee) – Aliakmonas
- Pournari-Stausee (Techniti Limni Pournariou oder Kalaritikou) – Arachthos
- Smokovo-Stausee (Techniti Limni Smokovou)
- Stratos-Stausee (Techniti Limni Stratou) – Acheloos
- Sykia-Talsperre (Techniti Limni Sykias) – Acheloos – im Bau
- Thissavros (Nestos-Stausee; Techniti Limni Nestou/Thissavrou) – Nestos

## Großbritannien
- Allt-na-Lairige dam
- Angram Reservoir
- Bilberry-Staudamm
- Blackbrook-Staudamm
- Brent Reservoir
- Burrator dam
- Loch Cluanie
- Clydach-Vale-Stausee
- Cwm Carne
- Cow Green Reservoir
- Derwent Reservoir (Derbyshire)
- Derwent Reservoir (Nordost-England)
- Diggle Moss
- Dale-Dyke-Staudamm
- Dinorwig-Wasserkraftwerk
- Eigiau und Coedty
- Eyebrook Reservoir
- Haweswater Reservoir
- Howden Reservoir
- Kentmere Reservoir
- Kielder Water
- Ladybower Reservoir
- Loch Mullardoch
- Malham Tarn
- Rutland Water
- Seathwaite Tarn
- Sheepstor dam
- Stocks Reservoir
- Thirlmere
- Waulkmill Glen Reservoir

## Guatemala
- Pueblo Viejo

## Honduras
- El-Cajón-Talsperre
- Conception dam

## Indien
- Baglihar-Talsperre
- Bargi-Talsperre
- Bhakra-Talsperre
- Bhatgar-Talsperre
- Gandhi-Stausee
- Gopinatham-Talsperre
- Hirakud-Talsperre
- Idukki-Talsperre
- Kadamparei-Talsperre
- Kishau-Talsperre
- Koldam-Talsperre
- Koyna-Talsperre
- Krishna-Raja-Sagar-Talsperre
- Lower-Subansiri-Talsperre
- Machhu II
- Nanaksagar-Talsperre
- Nagarjuna-Sagar-Talsperre
- Panshet und Khadakwasla
- Ranjit-Sagar-Talsperre
- Renuka-Talsperre
- Rihand-Talsperre
- Sanjay-Sarovar-Talsperre (Upper Wainganga)
- Sardar-Sarovar-Talsperre
- Tehri-Talsperre
- Tigra-Talsperre
- Ukai-Talsperre
- Vaitarna-Staumauer

## Indonesien
- Balambano
- Cipasang
- Sempor-Staudamm
- Tanga-Talsperre
- Situ Gintung

## Irak
- Bekhme-Talsperre
- Dohuk-Talsperre
- Al-Habbaniyya-See
- Haditha-Talsperre
- Mosul-Talsperre
- Razzaza-See
- Tharthar-See

## Iran
- Amir Kabir
- Bachtiari-Talsperre
- Dez-Talsperre
- Gotvand-Talsperre
- Marun-Talsperre
- Karun-3
- Karun-4
- Kurit-Talsperre
- Masjid-e-Soleiman-Talsperre (Karun-2)
- Rezah-Shah-Kabir-Talsperre
- Rudbar Lorestan
- Sefid-Rud-Talsperre
- Seimare-Talsperre
- Shahid-Abbaspur-Talsperre (Karun-1)
- Siah-Bisheh-Pumpspeicherkraftwerk

## Island
- Blöndulón
- Kárahnjúkavirkjun
- Hágöngumiðlun
- Þórisvatn
- Kvíslaveita
- Sultartangalón
- Krókslón
- Hrauneyjafosslón
- Elliðavatn

## Italien
- Alla Sella Zerbino
- Alpa Gera
- Bruna-Staumauer
- Cingino-Staumauer
- Gleno-Talsperre
- Lago di Lei
- Lago di Livigno
- Lago di Morasco
- Lago Pozzillo
- Lago di Prà della Stua
- Lago di San Colombano
- Lago di Vagli
- Lago di Valvestino
- Place Moulin
- Publino
- Reschensee
- Rutte-Talsperre
- Santa-Giustina-Talsperre
- Speccheri-Talsperre
- Staumauer von Subiaco
- Vajont-Staumauer
- Vernagt-Stausee
- Lago del Flumendosa-Stausee (Sardinien)
- Talsperren in Südtirol

## Japan
- Irukaike
- Kannagawa-Pumpspeicherwerk
- Kurobe-Talsperre
- Misogawa
- Miyagase
- Nagawado-Talsperre
- Naramata-Talsperre
- Nukui-Talsperre
- Okutadami-Talsperre
- Okutama-See
- Sakuma-Talsperre
- Takase-Staudamm
- Tedorigawa-Talsperre
- Tokuyama in Ibigawa
- Urayama-Talsperre

## Jemen
- Staudamm von Ma'rib

## Jordanien
- Al-Wahda-Damm
- Trinkwasserreservoir von Jawa
- Mujib-Talsperre
- König-Talal-Talsperre
- Tannur-Talsperre
- Wala-Talsperre

## Kambodscha
- Westlicher Baray
- Östlicher Baray
- Nördlicher Baray

## Kanada
- Réservoir Baskatong
- Réservoir Bersimis-2
- Réservoir Cabonga
- Réservoir de Caniapiscau
- Churchill Falls
- Réservoir Decelles
- Réservoir Dozois
- Réservoir de l’Eastmain 1
- Gardiner-Staudamm
- Réservoir Gouin
- Grand Lake (Neufundland)
- Iroquois-Stausee (mit USA)
- Jenpeg-Stausee
- Kenney-Staudamm
- Réservoir Laforge-1
- Réservoir Laforge-2
- Réservoir La Grande 1
- Barrage Robert-Bourassa (La Grande 2)
- Barrage La Grande-3
- Barrage La Grande-4
- Réservoir Manic 1
- Réservoir Manic 3
- Daniel-Johnson-Staumauer (Réservoir Manicouagan)
- Mica-Staudamm
- Réservoir Opinaca
- Réservoir aux Outardes 2
- Réservoir aux Outardes 3
- Réservoir aux Outardes 4
- Réservoir Pipmuacan
- Lac des Quinze
- Reindeer Lake
- Revelstoke-Talsperre
- Lac Sainte-Anne
- Réservoir de la Sainte-Marguerite-3
- Seymour Falls Dam
- Smallwood Reservoir
- „Syncrude tailings dam“
- Timiskamingsee
- W.-A.-C.-Bennett-Staudamm

## Kap Verde
- Liste der Talsperren und Stauseen in Kap Verde

## Kasachstan
- Buchtarma-Talsperre
- Öskemen-Talsperre
- Qapschaghai-Talsperre
- Schachdara-Talsperre

## Kenia
- Turkwel-Talsperre

## Kirgisistan
- At-Baschy
- Kambar-Ata 1
- Kambar-Ata 2
- Kirow-Talsperre
- Kurpsai
- Ortotokoi
- Papanskoje
- Schamaldy-Sai
- Tasch-Kömür
- Toktogul
- Utschkorgon

## Kolumbien
- Guavio-Talsperre
- Andaqui-Talsperre
- Ituango-Talsperre
- La-Esmeralda-Talsperre
- Miel I (Wasserkraftwerk)
- Porce III
- Salvajina-Talsperre
- Sogamoso-Talsperre

## Demokratische Republik Kongo
- Inga-Staudamm

## Republik Kongo
- Kouilou-Stausee

## Kroatien
- Dubrava-Stausee
- Perućko jezero

## Laos
- Sayaburi-Talsperre

## Lesotho
- Katse-Talsperre
- Mashai-Talsperre
- Mohale-Talsperre
- Muela-Talsperre

## Litauen
- Pumpspeicherkraftwerk Kruonis
- Kaunasser Stausee

## Luxemburg
- Obersauer-Stausee
- Talsperre Pumpspeicherwerk Vianden

## Malawi
- Zomba-Damm

## Malaysia
- Bakun
- Kenyir

## Mali
- Manantali-Talsperre

## Marokko
- Bin El Ouidane
- El Habra
- Moulay Hassan I
- Moulay Youssef
- al-Wahda-Stausee

## Mexiko
- Aguamilpa-Talsperre
- Amistad-Talsperre
- Don-Martin-Talsperre
- El Cajon
- El Infiernillo
- Huites-Talsperre
- La Angostura
- La Yesca
- Álvaro-Obregón-Talsperre (Guanajuato)
- Álvaro-Obregón-Talsperre (Sonora)
- Malpaso-Talsperre (Nezahualcóyotl)
- Manuel-M.-Torres-Staudamm (Chicoasén)
- Presa Manuel Avila Camacho (Valsequillo Dam)
- Zimapán-Talsperre

## Montenegro
- Mratinje-Talsperre

## Mosambik
- Cabora-Bassa-Talsperre
- Massingir-Talsperre

## Myanmar
- Myitsone
- Tasang
- Yeywa

## Nepal
- Chisapani-Talsperre

## Neukaledonien
- Lac de Yaté

## Neuseeland
- Lake Benmore
- Clyde Dam
- Lake Dunstan
- Lake Karapiro
- Lake Matahina
- Lake Opuha
- Lake Rotorangi
- Lake Ruataniwha

## Nigeria
- Asejire-Stausee
- Bagauda-Stausee
- Gusau
- Kainji-Stausee
- Lower Usuma
- Zungeru-Stausee

## Nordkorea
- Huichon-Stausee
- Imnam-Talsperre (Kumgang)
- Supung-Talsperre (mit China)

## Norwegen
- Storglomvassdamm
- Storvassdammen
- Sysendammen
- Vatnedalsdammen
- Venemodammen
- Zakariasdammen

## Österreich
- Erlaufstausee
- Gepatschspeicher
- Kölnbreinsperre
- Schlegeisspeicher
- Silvretta-Stausee
- Stausee-Kaprun
- Stausee Ottenstein
- Wienerwaldsee

weitere siehe:
- Liste der Stauseen in Österreich

## Pakistan
- Bolan-Damm
- Diamer-Basha-Damm
- Mangla-Talsperre
- Shadi-Kaur-Staudamm
- Tarbela-Talsperre

## Panama
- Alajuelasee (Lake Madden)
- Fortuna
- Gatúnsee

## Paraguay
- Represa de Acaray
- Itaipú (mit Brasilien)
- Yacyretá-Apipe (mit Argentinien)
- Yguasu

## Peru
- Poechos-Stausee

## Philippinen
- Agus IV
- San-Roque-Talsperre

## Polen
- Czorsztyn-Talsperre
- Myczkowce-Stausee
- Lomnitztalsperre
- Solina-Stausee
- Jeziora Turawskie
- Żywiecer See

in Niederschlesien:
- Niedów-Stausee (Wittigstausee)
- Wölfelsgrunder Talsperre
- Schlesiertalsperre
- Talsperre Goldentraum
- Marklissa-Talsperre
- Bobertalsperre

## Portugal
- Abrilongo
- Açafal
- Aguieira
- Alcoutim
- Alfaiates
- Alfândega da Fé
- Alijó
- Alqueva
- Alto Ceira
- Alto-Lindoso
- Alto Rabagão
- Alvito
- Andorinhas
- Apartadura
- Arade
- Arcossó
- Armamar
- Azibo
- Bastelos
- Beliche
- Bemposta
- Bouçã
- Bouçoais-Sonim
- Burga
- Cabril
- Caia
- Caldeirão
- Camba
- Campilhas
- Caniçada
- Capinha
- Carrapatelo
- Castelo do Bode
- Catapereiro
- Cercosa
- Coimbra
- Corgas
- Corte Brique
- Cova do Viriato
- Covão do Ferro
- Cuba
- Divor
- Enxoé
- Fagilde
- Freixeirinha
- Fronhas
- Funcho
- Gameiro
- Gostei
- Guilhofrei
- Idanha
- Lagoa Comprida
- Lucefecit
- Maranhão
- Marateca
- Meimoa
- Minutos
- Miranda
- Montargil
- Monte da Rocha
- Namorada
- Monte Novo
- Monte Novo do Castelinho
- Morgavel
- Muro
- Muro da Prega
- Nunes
- Óbidos
- Odeáxere
- Odeleite
- Odelouca
- Odivelas
- Paradela
- Pedrógão
- Pego do Altar
- Peneireiro
- Penha Garcia
- Penide
- Picote
- Pisco
- Pocinho
- Poio
- Póvoa
- Pracana
- Ranhados
- Rebordelo
- Rego do Milho
- Ribeira do Paúl
- Rio da Mula
- Roucanito
- Roxo
- Sabugal
- Salamonde
- S. Domingos
- Salgueiro
- Santa Clara
- Santa Luzia
- Santa Maria da Aguiar
- São Domingos
- Senhora de Monforte
- Serra Serrada
- Sordo
- Tabueira
- Teja
- Torrão
- Toulica
- Touvedo
- Vale do Cobrão
- Vale do Gaio
- Vale Madeiro
- Valeira
- Varosa
- Várzea de Calde
- Vascoveiro
- Venda Nova
- Venda Velha
- Veiros
- Vermiosa
- Vilar
- Vilarinho das Furnas
- Vigia
- Zambujo

## Rumänien
- Belci-Staudamm
- Bezid
- Drăgan
- Eisernes Tor (mit Serbien)
- Gura Apelor
- Izvorul Muntelui
- Leşu
- Măneciu
- Oașa
- Paltinu
- Pecineagu
- Poiana Uzului
- Râuşor
- Siriu
- Stânca-Costeşti
- Strâmtori
- Tău
- Turnu
- Vidra
- Vidraru
- Zetea

## Russland
- Belgoroder Stausee
- Bogutschanystausee
- Bratsker Stausee
- Bureja-Talsperre
- Irkutsker Stausee
- Iwankowoer Stausee
- Kamastausee
- Kolyma-Stausee
- Krasnojarsker Stausee
- Kuibyschewer Stausee
- Kureika-Stausee
- Maina-Stausee
- Nischnekamsker Stausee
- Nischni Nowgoroder Stausee
- Nowosibirsker Stausee
- Pawlowsker Stausee
- Rybinsker Stausee
- Sajano-Schuschensker Stausee
- Saratower Stausee
- Seja-Talsperre
- Tirlyan-Staudamm
- Tscheboksarsker Stausee
- Tschirkei-Talsperre
- Wasserkraftwerk Turuchansk
- Uglitscher Stausee
- Ust-Ilimsker Stausee
- Verkhne-Svirskoer Stausee
- Chantaikastausee
- Wiljui-Stausee
- Wolgograder Stausee
- Wotkinsker Stausee
- Zimljansker Stausee

## Sambia
- Itezhitezhi-Damm
- Kafue-Talsperre
- Kariba-Talsperre (mit Simbabwe)

## Saudi-Arabien
- Baysh
- König Fahd
- Hali
- Murwani
- Nadschran
- Rabigh

## Schweden
- Akkajaure
- Selsfors

## Serbien
- Peručacsee bei Bajina Bašta
- Djerdapsee (mit Rumänien)
- Zvorniksee (mit Bosnien)

## Simbabwe
- Kariba-Talsperre (mit Sambia)

## Slowakei
- Arwa-Stausee
- Kraftwerk Gabčíkovo (mit Ungarn)
- Zemplínska šírava

## Spanien
- Alcantarilla-Staudamm
- Almendra-Talsperre
- Alqueva-Stausee (mit Portugal)
- Barrios de Luna-Talsperre
- Canales-Talsperre
- Canelles-Talsperre
- Embalse de la Concepción
- Embalse de Zahara-El Gastor
- Consuegra-Staudamm
- Cornalvo-Talsperre
- El Atazar
- Esparragalejo-Staudamm
- Gasco-Talsperre
- Giribaile
- Itoiz-Talsperre
- Iturranduz-Staudamm
- Embalse de Mequinenza
- Muel-Staudamm
- Proserpina-Talsperre
- Staudamm von Almonacid de la Cuba
- Staudamm von Ermita de la Virgen del Pilar
- La Pared de los Moros
- Staudamm von Puy Foradado
- Talsperre von Puentes
- Pantà de Riba-roja
- Salime-Stausee
- La-Serena-Stausee
- Tibi-Talsperre
- Torrejón el Rubio
- Tous-Talsperre
- Talsperre Vega de Tera
- Xuriguera
- Yesa-Talsperre

## Sri Lanka
- Kantale-Talsperre
- Mahaweli-Talsperre
- Randenigala-Staudamm
- Samanalawewa-Talsperre
- Talsperre Victoria

## Sudan
- Jebel-Aulia-Damm
- Khashm-el-Girba-Damm
- Merowe-Staudamm
- Roseires-Damm
- Sannar-Damm

## Südkorea
- Andong
- Chungju
- Daecheong
- Hantangang
- Hwachon
- Imha
- Soyang
- Talsperre des Friedens

## Suriname
- Brokopondo-Stausee

## Syrien
- Dara-Staudamm
- Harbaqa-Staudamm
- See von Homs
- Talsperre Rastan
- Tabqa-Talsperre (Thawra)
- Zeyzoun-Talsperre

## Tadschikistan
- Nurek-Staudamm
- Rogun-Staudamm
- Kairakkum-Stausee

## Taiwan
- Deji-Talsperre
- Mingtan
- Sonne-Mond-See

## Thailand
- Bhumibol-Talsperre
- Königin-Sirikit-Staudamm
- Si-Nakharin-Talsperre
- Tha Dan
- Ubol-Ratana-Staudamm
- Vajiralongkorn-Talsperre (Khao Laem)

## Togo
- Nangbeto-Staudamm

## Tschechien
- Talsperre Bedřichov
- Talsperre Březová
- Brněnská přehrada
- Talsperre Chřibská
- Darretalsperre
- Pumpspeicherwerk Dlouhé Stráně
- Talsperre Fláje
- Talsperre Fojtka
- Talsperre Harcov
- Horecký rybník
- Talsperre Horka
- Talsperre Hubenov
- Talsperre Janov
- Talsperre Jesenice
- Talsperre Jezeří
- Talsperre Jirkov
- Talsperre Josefův Důl
- Talsperre Kadaň
- Talsperre Komotau
- Krausebauden-Talsperre
- Talsperre Křimov
- Talsperre Kružberk
- Talsperre Les Království
- Talsperre Letovice
- Stausee Lipno
- Talsperre Lučina
- Talsperre Ludkovice
- Talsperre Luhačovice
- Máchovo jezero (Hirschberger Großteich)
- Talsperre Mlynice
- Talsperre Mostiště
- Talsperre Mseno
- Stausee Myslivny
- Talsperre Naděje (Hoffnung)
- Stausee Nechranice
- Orlík-Talsperre
- Talsperre Pařížov
- Talsperre Podhora
- Talsperre Preßnitz
- Talsperre Šance
- Talsperre Seč
- Talsperre Skalka
- Talsperre Slapy
- Talsperre Slezská Harta
- Talsperre Švihov
- Talsperre an der Weißen Desse
- Talsperre Frain
- Stausee Újezd
- Talsperre Vír I
- Talsperre Vír II
- Vranovská přehrada
- Vrchlice-Talsperre
- Talsperre an der Weißen Desse
- Stausee Žermanice
- Talsperre Žlutice

## Tunesien
- Ben Metir
- Kasserine-Staudamm

## Türkei
- Akköprü-Talsperre
- Alacali-Staudamm
- Alaköprü-Talsperre
- Altınkaya-Talsperre
- Atasu-Talsperre
- Atatürk-Staudamm
- Bakacak-Talsperre
- Batman-Talsperre
- Bayburt-Talsperre
- Berke-Talsperre
- Birecik-Talsperre
- Borçka-Talsperre
- Boyabat-Talsperre
- Çine-Adnan-Menderes-Talsperre
- Dara-Staudamm
- Deriner-Talsperre
- Devegeçidi-Talsperre
- Ermenek-Talsperre
- Gelingüllü-Talsperre
- Gökçekaya-Talsperre
- Hasan-Uğurlu-Talsperre
- Hasanağa-Talsperre
- Hirfanlı-Stausee
- Ilisu-Staudamm
- İkizcetepeler-Talsperre
- Karakaya-Talsperre
- Kayraktepe-Talsperre
- Keban-Talsperre
- Kigi-Talsperre
- Küçükler-Talsperre
- Madra-Talsperre
- Manavgat (Stausee)
- Menzelet-Talsperre
- Oymapınar-Talsperre
- Özlüce-Talsperre
- Staudamm Seyhan
- Silvan-Talsperre
- Torul-Talsperre
- Yortanli-Talsperre

## Uganda
- Owen-Falls-Damm

## Ukraine
- Stauseen in der Ukraine

## Uruguay
- Dr.-Gabriel-Terra-Damm
- Rincón del Bonete
- Salto Grande

## Usbekistan
- Talimardschan-Stausee
- Chorvoq

## Venezuela
- Caruachi-Wasserkraftwerk
- Guri-Stausee (Raul Leoni)
- Macagua
- Tocoma-Talsperre

## Vietnam
- Hoa-Binh-Wasserkraftwerk
- Sơn-La-Talsperre

## Zypern
Siehe Hauptartikel: Liste der Talsperren und Stauseen der Republik Zypern